# Lepanthopsis micheliae
Lepanthopsis micheliae är en orkidéart som beskrevs av Donald Dungan Dod. Lepanthopsis micheliae ingår i släktet Lepanthopsis och familjen orkidéer. Inga underarter finns listade i Catalogue of Life.